# روابط مالزی و ویتنام
روابط مالزی و ویتنام (انگلیسی: Malaysia–Vietnam relations) دست کم به قرن پانزدهم بازمی‌گردد. مالزی در روز ۳۰ مارس ۱۹۷۳ پیوندهای دیپلماتیک را با ویتنام امروزی برقرار کرد. در اواخر دههٔ ۱۹۷۰ و طی دههٔ ۱۹۸۰ به خاطر جنگ ویتنام و کامبوج و هجوم پناهندگان قایق‌سوار ویتنامی به مالزی، این روابط رو به تیرگی گذاشت. در پی حل و فصل این معضل که منجر به بروز پیوندهای قوی تجاری و اقتصادی بین دو کشور گردید و تجارت بین دو کشور به شدت رشد کرد که با توسعه در حوزه‌هایی از قبیل فناوری اطلاعات، آموزش و دفاع همراه بود. هر دو کشور عضو آسه‌آن و سازمان همکاری‌های اقتصادی آسیا–پاسفیک هستند.
سفارت ویتنام در کوالا لامپور می‌باشد و مالزی در هانوی دارای سفارت و در شهر هوشی‌مین (شهر) دفتر کنسولگری دارد.